# HOMFLY多項式
在紐結理論中，HOMFLY多項式或HOMFLY-PT多項式是一種雙變元的纽结多项式；透過變元代換，它可以涵括瓊斯多項式與亞歷山大多項式在三維的情形。
「HOMFLY」一名得自該多項式的發現者：Hoste、Ocneanu、Millett、Freyd、Lickorish、Yetter；「PT」二字旨在紀念另兩位獨立發現此結不變量的數學家 Przytycki 與 Traczyk。

## 拆接關係
HOMFLY多項式 {\displaystyle P_{K}(\ell ,m)=P(K)} 由下述拆接關係唯一地定義：
{\displaystyle P(\mathrm {unknot} )=1,\,}
{\displaystyle \ell P(L_{+})+\ell ^{-1}P(L_{-})+mP(L_{0})=0,\,}
其中unknot是平凡纽结； {\displaystyle L_{+},L_{-},L_{0}} 代表結圖表在某個交點附近的性狀，如次圖所示：
上述關係可用以遞迴計算任一紐結之HOMFLY多項式，亦可導出
{\displaystyle P(L_{1}\sqcup L_{2})={\frac {-(l+l^{-1})}{m}}P(L_{1})*P(L_{2})}

## 其它拆接關係
透過適當的變元代換，上節的拆接關係可換為
{\displaystyle \alpha P(L_{+})-\alpha ^{-1}P(L_{-})=zP(L_{0})}
或者
{\displaystyle xP(L_{+})+yP(L_{-})+zP(L_{0})=0}

## 主要性質
與瓊斯多項式的關係：
{\displaystyle V(t)=P(\alpha =t,z=t^{1/2}-t^{-1/2})}
與亞歷山大多項式的關係：
{\displaystyle \Delta (t)=P(\alpha =1,z=t^{1/2}-t^{-1/2})}
對鏡像與連通和的關係：
{\displaystyle P(L_{1}\#L_{2})=P(L_{1})P(L_{2}),\,}
{\displaystyle P_{K}(\ell ,m)=P_{\mathrm {MirrorImage(K)} }(\ell ^{-1},m)}

## 陈-西蒙斯理论
SU(N)规范群的三维陈-西蒙斯理论给予HOMFLY多项式。

## 相關文獻
- Peter Cromwell (2004), Knots and Links, Cambridge University Press. ISBN 0-521-54831-4